# Breguet 763
Die Breguet 763 Provence war ein ziviles Kurz- und Mittelstrecken-Transportflugzeug mit vier Kolbenmotoren, gebaut vom französischen Hersteller Breguet. Eine militärische Variante namens Breguet 765 Sahara entstand für die französische Luftwaffe.

## Geschichte
Im Jahr 1944 nahm Breguet die Entwicklung einer Serie viermotoriger Flugzeuge mit zwei Decks für Fracht und/oder Passagiere (daher der französische Name Deux-Ponts für die komplette Serie) wieder auf. Erste Entwürfe eines Doppeldeckflugzeugs waren bereits 1936 auf der Luftfahrtschau in Paris unter der Bezeichnung Breguet 760 vorgestellt worden. Die erste gebaute Variante Breguet 761 hatte ihren Erstflug am 15. Februar 1949. Zwei Jahre später orderte die französische Regierung zwölf Stück der leicht verbesserten Variante Breguet 763 mit größerer Flügelspannweite und stärkeren Motoren für Air France.
Diese Version startete am 20. Juli 1951 zum Jungfernflug und wurde ab März 1953 von Air France vor allem auf den stark in Anspruch genommenen Strecken nach Nordafrika eingesetzt.
Ausgestattet war die Provence für insgesamt 107 Fluggäste, wenngleich bei entsprechender Sitzanordnung maximal 135 Passagiere hätten befördert werden können. Die Bauweise mit zwei Decks verlieh der Maschine ein sehr plumpes und bulliges Aussehen.
Bei der Air France bewährte sich die Provence als robustes und wirtschaftliches Flugzeug sehr gut.
Im Jahr 1964 wurden sechs Stück an die französischen Luftstreitkräfte übergeben, welche bereits die drei Vorserienmaschinen Breguet 761S und vier neue Breguet 765 Sahara betrieb; die verbliebenen sechs wurden zu Frachtern umgebaut. Die letzten Exemplare bei Air France wurden 1971 ausgemustert, beim Militär 1972.

## Zwischenfälle
- Am 7. April 1961 verunglückte eine aus Algier kommende Breguet 761S der Französischen Luftstreitkräfte (Luftfahrzeugkennzeichen FrAF 1/F-RAPA) bei der Landung auf dem Flughafen von Reggane (Algerien). In einem Sandsturm mit Windböen von 30 bis 35 Knoten geriet das Flugzeug nach links von der Landebahn 25 ab, wobei das linke Hauptfahrwerk zusammenbrach. Die Maschine wurde irreparabel beschädigt und vor Ort zerlegt, um Ersatzteile für die verbliebenen Breguet 761 zu gewinnen. Alle Insassen überlebten.[1][2]

- Am 14. Mai 1969 brannte eine Breguet 763 der Französischen Luftstreitkräfte (FrAF 303/82-PN) auf dem Flughafen Tahiti-Faaa (Französisch-Polynesien) aus. Ursache war das versehentliche Abfeuern von Signalpistolen. Das Flugzeug wurde irreparabel beschädigt. Der verbliebene Teil des Rumpfes wurde dem Flughafen zu Ausbildungszwecken überlassen. Personen kamen nicht zu Schaden.[3]

## Technische Daten (Breguet 763)

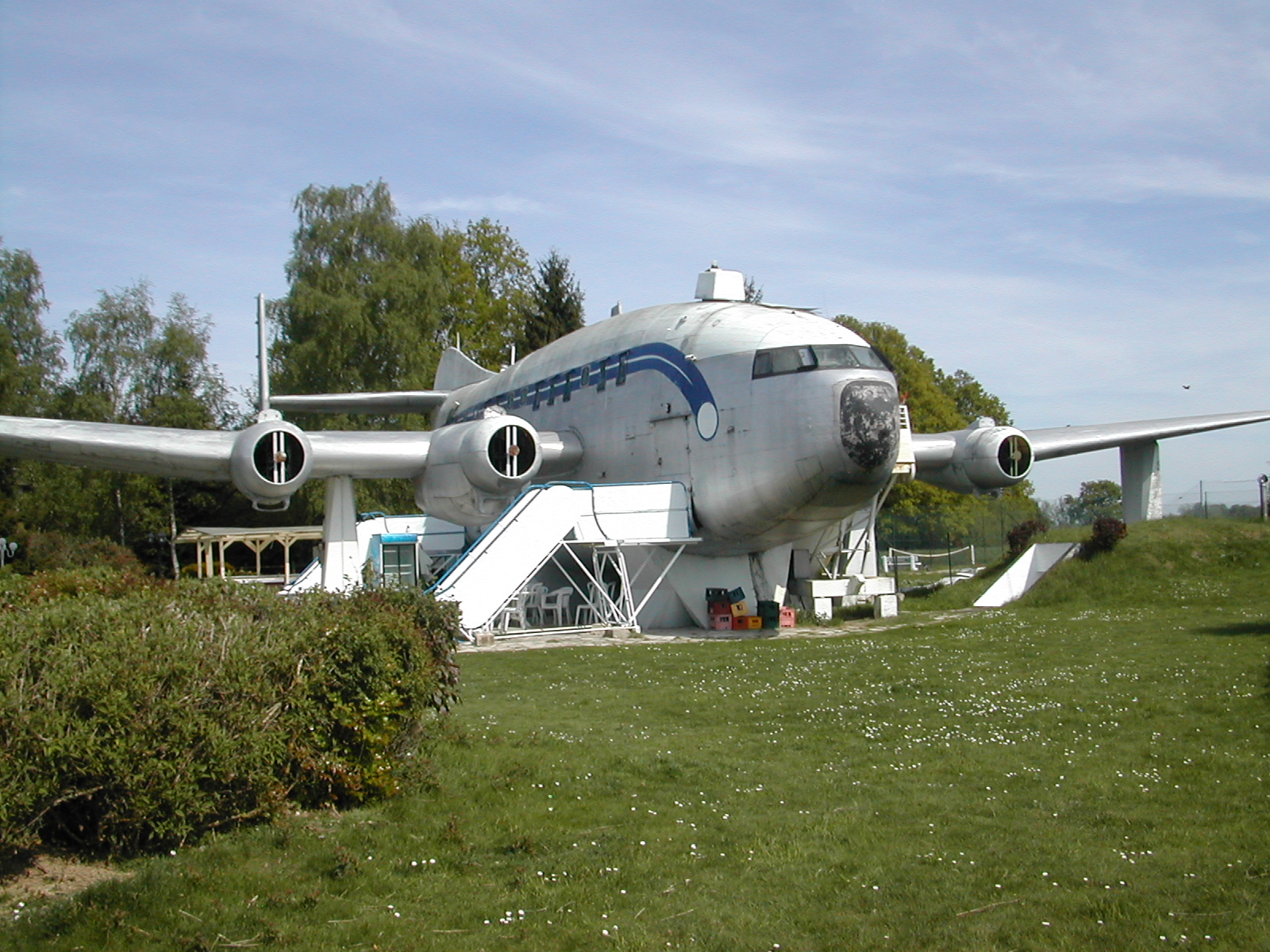
Eine Breguet 763 in Fontenay-Trésigny

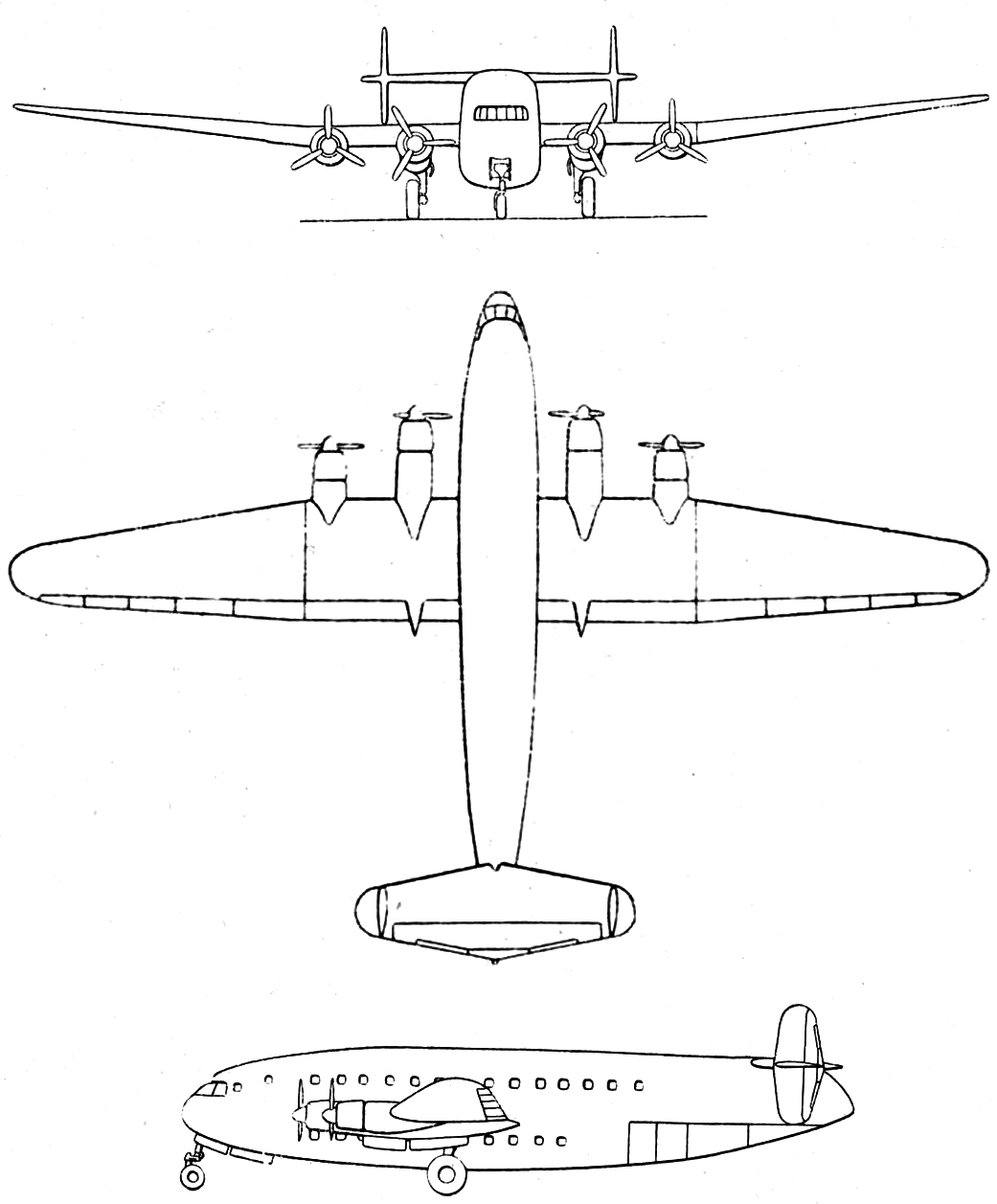
Dreiseitenriss Breguet 763

| Kenngröße             | Daten                                                          |
| --------------------- | -------------------------------------------------------------- |
| Besatzung             | 5                                                              |
| Passagiere            | 107–135                                                        |
| Länge                 | 28,94 m                                                        |
| Spannweite            | 42,99 m                                                        |
| Höhe                  | 9,55 m                                                         |
| Startmasse            | 51.600 kg                                                      |
| Reisegeschwindigkeit  | 380 km/h                                                       |
| Höchstgeschwindigkeit | 390 km/h                                                       |
| Dienstgipfelhöhe      | 7.300 m                                                        |
| Reichweite            | 2.165 km                                                       |
| Triebwerke            | 4 × Pratt & Whitney R-2800-CA18 mit je 2.400 PS (ca. 1.770 kW) |